# Neophaedon balangshanensis
Neophaedon balangshanensis – gatunek chrząszcza z rodziny stonkowatych i podrodziny Chrysomelinae.
Gatunek ten opisany został w 2002 roku przez Ge S.Q., Wanga S.Y. i Yang X.K. jako Phaedon balangshanensis.
Chrząszcz o wydłużonym, dość wypukłym ciele długości od 2,9 do 3,3 mm. Ubarwiony metalicznie niebiesko z rudobrązowymi dwoma początkowymi członami czułków i brzegami sternitów od drugiego do piątego oraz ciemnobrązowymi głaszczkami szczękowymi, pazurkami, goleniami i pozostałą częścią czułków. Trzeci człon czułków nie dłuższy niż drugi. Punkty na czole i ciemieniu delikatne i rzadkie, na przednio-bocznej płytce zapiersia nieliczne, na sternitach odwłoka rzadkie i drobne. Pokrywy o rzędach złożonych z punktów płytkich i bardzo drobnych, a międzyrzędach poprzecznie pomarszczonych. Tylnych skrzydeł brak. Epipleury pokryw punktowane.
Owad znany wyłącznie z Syczuanu w Chinach.